# Эльбрус-1С+
Эльбрус-1С+ — первый российский высокоинтегрированный микропроцессор общего назначения с архитектурой Эльбрус 4-го поколения и со встроенным ускорителем 3D-графики, поддерживающим OpenGL. Спроектирован АО МЦСТ и АО ИНЭУМ им. И. С. Брука.
Производился на фабрике TSMC в Синьчжу, Тайвань. В связи с санкциями стран НАТО за вторжение в Украину, TSMC приостановила поставки процессоров в Россию и ее поставщикам

## Устройство
Содержит три ядра:
- 1 ядро МЦСТ «Эльбрус» общего назначения
- 1 ядро МЦСТ «MGA2» с ускорителем 2D-графики
- 1 ядро Vivante «GC2500» с ускорителем 3D-графики

В версии Эльбрус-1СНК, выпускаемой с 2019 года, процессор изготавливается на единой подложке с южным мостом КПИ-2.

## Особенности
Особенности «Эльбрус-1С+»:
- Оригинальная архитектура Эльбрус 4-го поколения, обеспечивающая высокую производительность в математических расчётах, криптографии, цифровой обработке сигналов
- Аппаратная поддержка защищённых вычислений
- Производительность – 25 операций в такт, 24 Гфлопс одинарной точности (без учёта производительности видеоядра)
- Вывод изображения высокой чёткости на 2 монитора с разрешением Full HD, на 1 монитор с разрешением Quad HD (2560×1440) .
- Расширенный температурный диапазон от −60 до +85 градусов
- Микропроцессор потребляет, в зависимости от исполнения, не более 6-10 Вт и предназначен для организации систем с малым энергопотреблением и низким тепловыделением: встраиваемых систем, решений для АСУ ТП, компактных персональных компьютеров, носимых терминалов, планшетов, тонких клиентов